# Zamach w Wah (21 sierpnia 2008)
Zamach w Wah – zamach terrorystyczny, który miał miejsce 21 sierpnia 2008 w Pakistanie. W ataku zginęło co najmniej 70 osób, a ponad 100 zostało rannych.

## Tło
Od lipca 2007 północno-zachodnim Pakistanie zanotowano eskalację przemocy. W 2008 roku po wyborach z 18 lutego podpisano rozejm. Jednakże w sierpniu 2008 rozpoczęła się ofensywa pakistańska na terytoriach plemiennych. 18 sierpnia z piastowania urzędu prezydenta zrezygnował Pervez Musharraf.

## Atak
Zamach przeprowadzili dwaj zamachowcy-samobójcy. Terroryści zdetonowali bomby w fabryce materiałów wybuchowych. Zginęło ponad 70 osób, z kolei CNN podała, że ofiar mogło być nawet 100.

## Odpowiedzialność
Zamach był odwetem za ofensywę wojsk pakistańskich w Bajaur, gdzie talibowie przegrywali bitwę. Maulvi Omar, rzecznik prasowy pakistańskich talibów powiedział, że za atakiem stoi Tehrik-e-Taliban. Wówczas ostrzegł, że jeżeli rząd nie zaprzestanie własnej działalności, to talibowie będą nadal atakować. Ponadto stwierdzili, że w fabryce w Wah jest produkowana broń, która zabija nasze kobiety i dzieci. Po ataku zatrzymano 3 zamachowca, który nie uruchomił bomby. Terrorysta został aresztowany.
Kolejnym krwawym zamachem był atak na hotel Marriott w Islamabadzie.

## Reakcje
Rada Bezpieczeństwa ONZ potępiła atak terrorystyczny. Przewodnicząca parlamentu pakistańskiego Fahmida Mirza powiedziała, że to barbarzyński akt terroru, który odzwierciedla nieludzi i twardy charakter sprawców. Podkreśliła też, że kilka osób chce zakłócić spokój i demokratyczny proces w kraju.